# أحمد البيشي
أحمد البيشي ، من مواليد 2 سبتمبر 1962 م ، وهو لاعب كرة قدم سعودي معتزل لعب سابقاً في نادي القادسية ، شارك مع منتخب بلاده في دورة الألعاب الصيفية الأولمبية بمدينة لوس أنجلوس.

## روابط خارجية
- أحمد البيشي على موقع أوليمبيديا (الإنجليزية)